# Abfall-Zwischenlager Biblis 1
Das Abfall-Zwischenlager Biblis 1 (AZB 1; ehemals LAW-Lager 1 Biblis) ist ein Lager für schwach- und mittelradioaktive Abfälle am Standort des Kernkraftwerks Biblis.

## Geschichte
Das Bau des Lagers erfolgte zwischen 1980 und 1982 und wurde noch im selben Jahr in Betrieb genommen. Seit dem 1. Januar 2020 ist die BGZ Gesellschaft für Zwischenlagerung die Betreibergesellschaft des AZB 1.
Die Genehmigung ist unbefristet.

## Daten
Das Lager ist etwa 65 m lang, 38 m breit und 6 m hoch und für ein Aktivitätsinventar von bis zu 3,071 × 1015 Bq sowie maximal 7500 Gebinde genehmigt.

## Zwischenfälle
Im November 2020 kam es im AZB 1 zum Absturz eines Betonbehälters ohne Freisetzung von Radioaktivität, jedoch wurden der Beton des abgestürzten Behälters, zweier weiterer Behälter und des Hallenbodens beschädigt. Das Ereignis wurde nach Kriterium N 2.2.3 gemäß Atomrechtlicher Sicherheitsbeauftragten- und Meldeverordnung gemeldet.
Am 13. November 2024 wurde zudem im AZB 1 eine Korrosion an einem 400-l-Fass festgestellt. Das Ereignis wurde in die Kategorie N eingestuft. Bei einer darauf folgenden Untersuchung weiterer Fässer zu späterem Zeitpunkt wurden  zudem ein Fass mit einem Loch und zwei Fässer mit einem Riss gefunden.